# Humanité et biodiversité
Pour les articles homonymes, voir ROC.
Humanité et biodiversité est une association française de protection de l'environnement fondée en 1976 et présidée par Bernard Chevassus-au-Louis depuis mars 2015. Elle inscrit son action dans le cadre global de la préservation de la biodiversité dont l'humanité fait partie et dépend. Elle s'appelait jusqu'en 2001 Rassemblement des opposants à la chasse (ROC), avant de devenir la Ligue ROC jusqu'en 2012 où elle a pris son nom actuel.
Elle dispose d'un agrément national au titre de la protection de la nature, ainsi que d'une reconnaissance d'utilité publique. Elle est, par ailleurs, affiliée à la fédération France nature environnement (FNE), ainsi qu'au comité français de l'Union internationale pour la conservation de la nature (UICN). Enfin, elle est membre du Conseil national du développement durable et du Grenelle environnement ainsi que du Conseil économique, social et environnemental.

## Histoire

### De la fondation à la fin des années 1990
L'association a été créée le 20 janvier 1976 sous le nom de Rassemblement des opposants à la chasse sous la présidence de Bernard Groslier. Les autres membres fondateurs étaient Paule Drouault, Serge Boutinot, Jean-Claude Nouët et le professeur Théodore Monod. 
À une époque où n’existe pas encore de permis de chasse, c’est un roc qui est lancé dans la mare cynégétique. L'association mène alors, sur le terrain, de nombreuses actions contre la chasse à courre, contre la chasse aux oiseaux d’eau, contre les foires aux fourrures de petits prédateurs, contre le tir au pigeon vivant, etc.
En 1982, Théodore Monod, qui était précédemment membre du conseil d'administration, en devient le président. L'association entame alors avec succès de nombreux recours devant les juridictions administratives notamment contre les dates d'ouverture de la chasse ou pour faire respecter les droits des non chasseurs.
En parallèle, un réseau de refuges est créé pour les propriétaires souhaitant interdire la chasse sur leur terrain.

### De 2000 à aujourd'hui
Hubert Reeves succède en 2000 à Théodore Monod, au décès de ce dernier.
Le nom de l'association est alors changé en Ligue ROC pour la préservation de la faune sauvage et la défense des non-chasseurs, ROC cesse d'être un acronyme. Sous l'impulsion d'Hubert Reeves l'association passe de la contestation à une démarche positive[non neutre].
Elle inscrit son action dans le cadre général de la préservation de la biodiversité et mène une action de lobbying national en faveur du respect du vivant. Elle participe ainsi à diverses négociations avec les pouvoirs publics pour défendre la protection des animaux et les intérêts des non-chasseurs ainsi que la biodiversité.
En 2012, le nom de l'association est changé pour devenir Humanité et biodiversité.

## Logos

Logo du ROC en 1976
Logo de la Ligue ROC en 2001
Logo de la Ligue ROC de 2007 à 2012
Logo d'Humanité et Biodiversité depuis 2012

## Actions
Les principaux champs d'action de l'association sont les suivants :
- la préservation de la diversité du vivant et de sa capacité à évoluer, dans toutes ses composantes et à tous les niveaux ;
- favoriser l'intégration de la biodiversité dans tous les secteurs d'activité, en prenant en compte les dimensions économique et sociale ;
- favoriser le développement de la biodiversité et du capital naturel pour les générations actuelles et futures ;
- encourager le développement de paysages riches en biodiversité et expression des sociétés humaines ;
- contribuer à la reconnaissance d'un droit aux partages équitables des accès aux espaces naturels pour tous, et défendre les droits et intérêts des personnes subissant des nuisances et préjudices liés à la pratique de la chasse ;
- inciter à de nouvelles formes de gouvernance et de mobilisation de la société.

On notera ainsi, parmi les actions menées par l'association, les exemples suivants :

### La défense de la faune sauvage et de l'animal en tant qu'« être sensible »
Devant le grand nombre d'espèces menacées, notamment en France, l'association propose la mise en place d’un statut de protection générale de plein droit de toutes les espèces d'oiseaux, mammifères, amphibiens, reptiles et poissons. Des prélèvements resteraient possible pour raison économique, ou pour la chasse et la pêche d'espèces énumérées de façon dérogatoire.
Par ailleurs, l'association souhaite faire évoluer le statut de l'animal sauvage pour qu'il soit reconnu comme « être sensible » par une modification du Code de l’environnement. Concrètement il s’agit de faire cesser l’anomalie juridique qui fait qu’actuellement, par exemple, une chèvre est considérée comme un être sensible mais pas un chevreuil.

### La défense des non-chasseurs
L'association défend des mesures qui permettraient d'assurer la sécurité des non-chasseurs : notamment la création d'un périmètre de quiétude sans chasse autour des habitations et l'instauration de moments de non-chasse le week-end afin de permettre aux promeneurs de profiter des forêts sans gêne en période de chasse. Elle s'est par ailleurs portée partie civile pour défendre des non-chasseurs victimes d'accident de chasse.
Enfin, l'association promeut la création d'« Oasis Nature » : il s'agit de zones où les propriétaires interdisent la chasse et s'engagent à gérer en respectant la biodiversité par la signature d'une charte.

### La protection de la biodiversité
La préservation de la biodiversité est pour Humanité et biodiversité un enjeu majeur, l’humain fait partie et dépend de la biodiversité, et de la qualité de cette dernière dépend notre qualité de vie.
L'association plaide pour que la société se réapproprie cette notion et agisse pour prendre en compte la biodiversité dans toutes les politiques et sur tout le territoire, notamment en mettant en place une stratégie nationale biodiversité à la hauteur des enjeux.

Le réseau des « Oasis nature » participe par ailleurs à l'enrichissement de la biodiversité.